# 沙拉望鱗南乳魚
沙拉望鱗南乳魚（學名：Lepidogalaxias salamandroides）為輻鰭魚綱魚類，是鳞南乳鱼目、鳞南乳鱼科、鳞南乳鱼属的唯一一種，分布於澳洲西部的淡水水域，體長可達7.4公分，棲息在水質偏酸的池塘、溝渠或小溪，以甲殼類及水生昆蟲為食，繁殖期在冬末春初，幼魚孵化後在夏季時會躲藏在泥中夏眠。